# Detacherade verk
Detacherade verk är delar av en fästning.
Detacherade verk är sådana framför kärnfästningen framskjutna smärre, men dock starka befästningar, som i olikhet med utanverk inte står i omedelbart sammanhang med fästningen och därför måste äga en viss grad av självständighet. Detacherade verk är avsedda att tvinga den anfallande till vidare cernering och till belägringsbatteriernas byggande på längre avstånd från kärnfästningen. 